# Fangel Kirke
Fangel Kirke er en kirke i byen Fangel på Midtfyn ca. 9 km syd for Odense. Kirken er nævnt første gang 1484. 1532 gav kong Frederik I Jørgen Gyldenstierne patronatsretten til kirken. Didrik Schult til Christiansdal erhvervede kirken sammen med Stenløse Kirke, men solgte dem 1695 videre til Anne Sofie Krabbe til Søbysøgård. Kirkerne forblev under denne herregårds eje frem til 1800-tallet, hvor kirken skiftede hænder flere gange. Den overgik til selveje 1911.

## Bygning
Kirken er i sin kerne en romansk kampestensbygning og detaljer i tegl. Den romanske bygning havde et cirka 6 m langt kor og et 13 m langt skib. Af denne bygning er endnu bevaret langmurene og de nedre dele af skibets østre gavltrekant.
Korets østgavl og skibets vestgavl blev nedbrudt i forbindelse med de udvidelser, der gennemførtes i 1400-tallets slutning, alle i munkesten. Først blev koret forhøjet, formentlig for at indsætte hvælvet, og o. 1475-85 blev det forlænget og afsluttet af et messeklokkespir. Skibet blev overhvælvet umiddelbart efter, o. 1485-95. Herefter rejstes tårnet o. 1495-1505, og der blev føjet et våbenhus til tårnet. Alle disse byggefaser er tidsfæstede via dendrokronologiske analyser af tagværker og af tårnets indmurede bjælker.

## Inventar
Kirkens middelalderlige inventar omfatter granitdøbefonten, der hører til den såkaldte "Storebæltsgruppe", samt et senmiddelalderligt korbuekrucifiks fra o. 1475-1500. Det hører til en gruppe af korbuekrucifikser, der kendetegnes ved blandt andet ansigtet med den let fremskudte tunge og den karakteristiske fod- og benstilling med kraftige knæskaller. Bort set fra krucifikset i Maribo Domkirke er alle gruppens krucifikser i fynske kirker, hvorfor der nok er tale om et værksted fra øen.
Alterbordspanelet er dateret 1593 og udført i renæssancestil med arkadefyldinger. Alterstagerne 1649 og prædikestolen er fra 1650/75. Dens kurv har tre fag, der adskilles af fremspringende hjørner med bruskbarokke hermer. I fagene er monteret store figurer, dels to evangelister, dels Kristus som Verdens Frelser (et mindre, fjerde fag er tilføjet o. 1920 for at skabe afstand til væggen). En bemærkelsesværdig ligbåre med malede vanitassymboler og vers er dateret 1719.
Altertavlen er udført 1893 af Anton Dorph og indsat i en ramme tegnet af kongelig bygningsinspektør J. Vilhelm Petersen. Motivet er Jesu samtale med den samaritanske kvinde ved brønden (Joh. 4,1-42). Kompositionelt trækker den på C. W. Eckersbergs banebrydende maleri af samme emne (1838, Hornbæk Kirke), men Dorph lægger i højere grad vægten på samaritanerindens spirituelle refleksion. Både maleri og ramme er replikker af altertavlen i nærliggende Verninge Kirke fra 1890. Dette er typisk for kunstneren, der ofte udførte gentagelser af sine altermalerier. Jesus og Samaritanerinden kendes således i syv versioner fra perioden 1890-1900.